# Roger Hertog
Roger Hertog, né le 5 juillet 1941, est un homme d'affaires, investisseur, ainsi qu'un philanthrope conservateur américain. Hertog fit carrière dans les affaires, devenant président de Sandford Bernstein (désormais AllianceBernstein). Il est actuellement président de la Fondation Hertog et du Tikvah Fund, encourageant les idées juives,.

## Vie personnelle et carrière
Né d'immigrés juifs allemands, Hertog a été élevé dans le Bronx et se rendit dans des écoles publiques. Son premier travail fut au sein d'un courrier d'une société financière tandis qu'il étudiait au City College le soir. Finalement, il rejoignit Oppenheimer Holdings Inc. dans un poste de bureau. A Oppenheimer, il rencontra son futur associé, Zalman Bernstein. En 1967, Hertog rejoignit Sanford C. Bernstein, & Co. Hertog demeura président de la firme jusqu'à sa fusion avec Alliance Capital Management en 2000. Il démissionna d'AllianceBernstein L.P. en 2006 et reste vice-président émérite.
Sa femme, Susan Hertog, est diplômée du Hunter College et a obtenu son Master of Fine Arts de la Columbia University School of the Arts en 1993. Roger et Susan Hertog sont les parents de trois enfants.

## Philanthropie

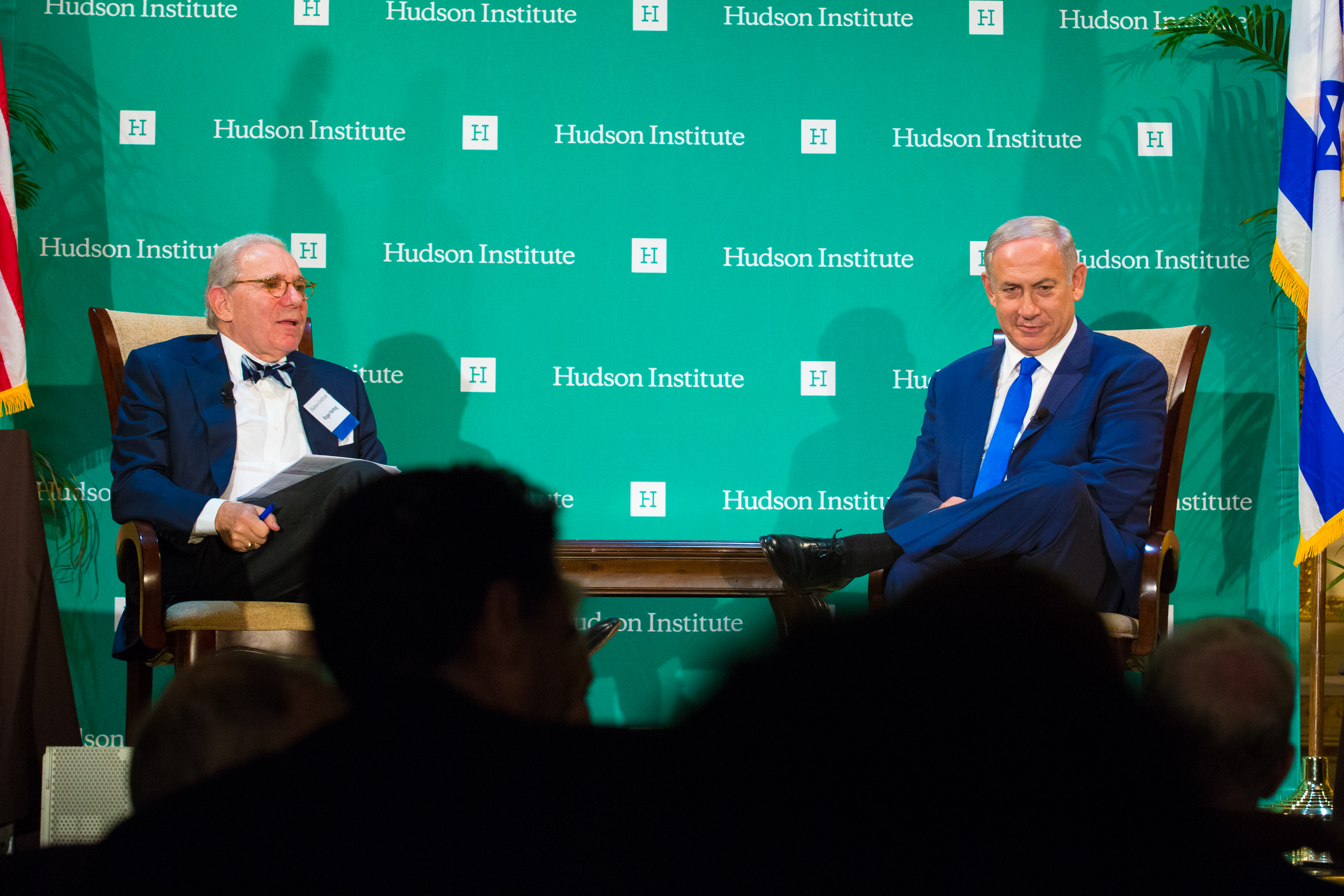
Hertog avec Benjamin Netanyahu au Hudson Institute

Hertog est co-président de la Fondation Hertog. Il est actuellement le président du comité exécutif du conseil d'administration de la New-York Historical Society, ainsi qu'un membre du conseil d'administration de la Alexander Hamilton Society,. Hertog consacra du temps aux conseils d'administration de l'American Enterprise Institute, de la Fondation Thomas Jefferson, du Washington Institute for Near East Policy, et est président émérite du Manhattan Institute for Policy Research,,. Il fut copropriétaire du New York Sun désormais disparu ainsi que du New Republic, et est membre du conseil d'administration au Commentary. Il est également un grand défenseur du magazine National Affairs, édité par Yuval Levin.
Sa fondation familiale soutient plusieurs bourses d'études pour les étudiants et les jeunes professionnels. En 2010, la fondation lança le Programme d'Études Politiques, un programme d'été à bourse complète pour les étudiants de premier cycle en théorie et pratique de la politique. En 2013, en collaboration avec l'Institut pour l'étude de la guerre, Hertog se diversifia en lançant un séminaire d'été de deux semaines sur la guerre et la doctrine militaire pour les étudiants avancés, le Programme d'Études sur la Guerre. La Fondation offre d'autres programmes et séminaires dans trois domaines majeurs: la Pensée Politique et la Philosophie; la Guerre et les Affaires Étrangères; ainsi que l'Économie et la Politique Intérieure,,.
Hertog donne souvent aux organisations juives et israéliennes, et est le président du Tikvah Fund. Dans le cadre de son travail avec Tikvah, Hertog aida à financer le Shalem Center en Israël, qui est depuis devenu l'Université Shalem ou le Shalem College,. Hertog offrit aussi son argent à l'Anti-Defamation League, à la Taglit-Birthright Israel, ainsi qu'à l'American Friends of Shalva.
A l'écart de son œuvre éducative, Hertog soutint les arts et la culture à New York. On lui attribue le mérite d'avoir contribué à stimuler la modernisation à la New York Historical Society, rejoignant le conseil d'administration en 2003. En 2004, Hertog ainsi que l'ensemble des membres du conseil d'administration Lewis Lehrman et Richard Gilder aidèrent à financer une exposition Alexander Hamilton à la New-York Historical Society,. Il sponsorisa la création du Bronx Library Center, qui ouvrit en 2006.
Dans les années 1990, Hertog, avec d'autres investisseurs, lança l'un des premiers programmes de bons d'études financés par des fonds privés, finançant 1 000 bourses d'études par an pour les familles pauvres intéressées à envoyer leurs enfants dans des écoles privées. Plus de 25 000 personnes ont postulé pour les bourses. Il investit dans le Success Charter Network ainsi que dans Families for Excellent Schools à New York, et finança une étude sur le mouvement charter school à New York,.
Le 15 novembre 2007, Hertog fût récompensé de la Médaille nationale des sciences humaines lors d'une cérémonie à la Maison blanche, avec le président américain George W. Bush. Il remporta le Prix William E. Simon du Leadership Philanthropique en 2010,.